# Ludwik XIII
Ludwik XIII, zw. Sprawiedliwym (ur. 27 września 1601 w Fontainebleau, zm. 14 maja 1643 w Saint-Germain-en-Laye) – król Francji i Nawarry (jako Ludwik II) od 1610, syn Henryka IV z dynastii Burbonów. W chwili śmierci ojca miał tylko 9 lat, więc do czasu pełnoletniości realne rządy regencyjne sprawowała jego matka, Maria Medycejska. Panowanie Ludwika XIII przebiegało w cieniu rządów kardynała Richelieu, który stał się właściwym twórcą systemu rządów absolutnych i którego historycy uważają za główną postać tego panowania.

## Pod wpływem matki (1610–1617)

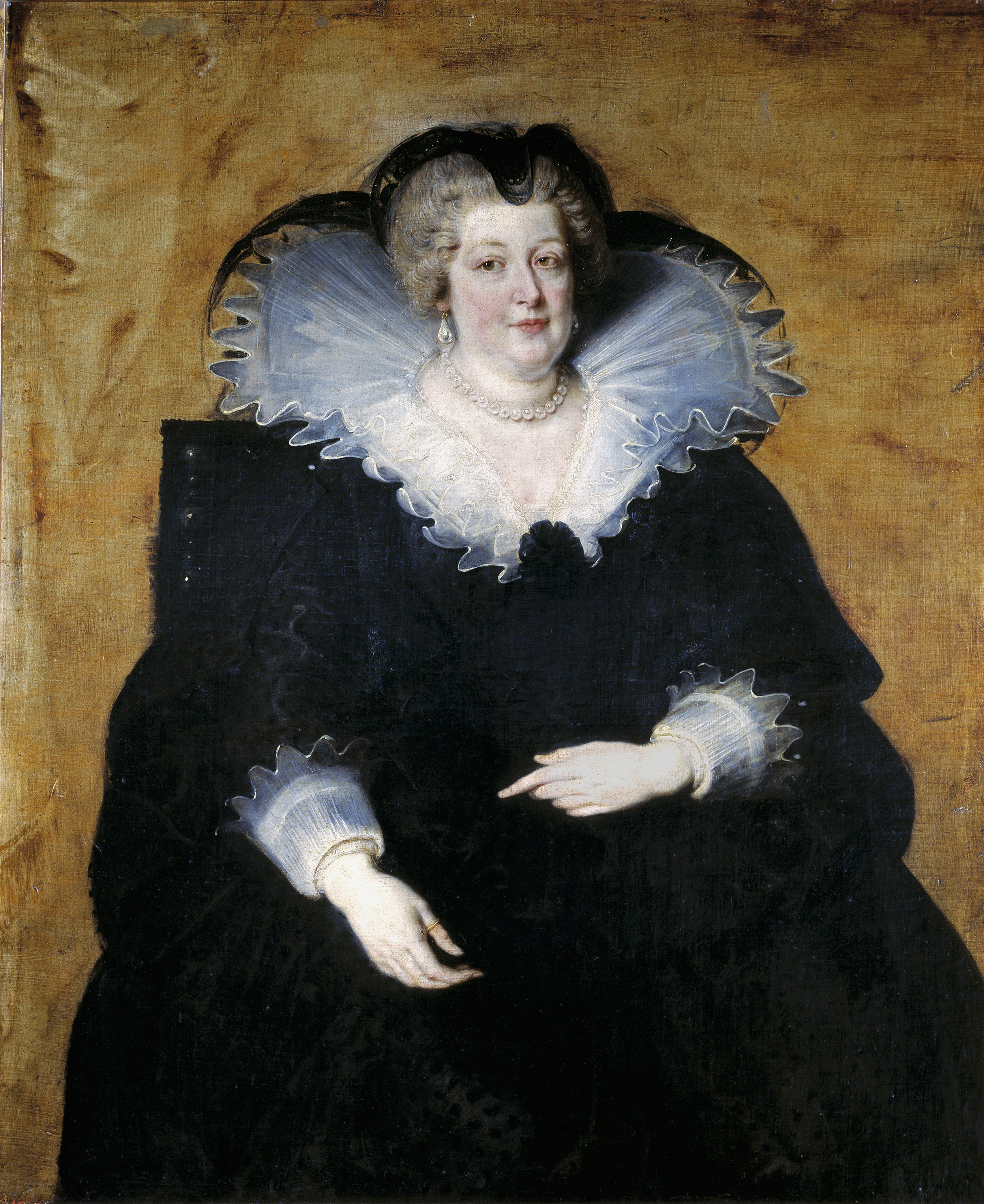
Matka Ludwika XIII, Maria Medycejska (obraz Rubensa, 1625)

Ludwik wcześnie stracił ojca, a za rządów regencyjnych jego matki, zwanej przez starą arystokrację „grubą bankierzycą” na dworze panowało rozprzężenie. Maria Medycejska, niekochana przez zmarłego męża i pozostająca dotychczas na uboczu, starała się zagarnąć całą władzę dla siebie. Nie zadbano o wykształcenie i wychowanie młodego króla. Ludwik uchodził za chłopca kapryśnego, był trudny dla otoczenia. W odróżnieniu od zawsze zdrowego i krzepkiego ojca, nie cieszył się też dobrym zdrowiem. Miał też poważną wadę wymowy, przez co nie lubił długich przemówień i dyskusji publicznych. Niewiele czytał, nie miał też żadnych poważnych zainteresowań intelektualnych. Kochał za to polowania, psy, konie i ptaki.
Ponieważ matka Ludwika była bigotką, na dworze przewagę zdobyli radykalni katolicy (parti dévot). Jej głównymi faworytami byli włoscy awanturnicy: Leonora Dori i jej mąż Concino Concini. Spowodowało to, wbrew dotychczasowej praktyce Henryka IV, zbliżenie polityki dworu do Hiszpanii i papiestwa. Owocem tego zwrotu politycznego było małżeństwo młodego Ludwika XIII. 9 listopada 1615 w Bordeaux, w wieku zaledwie 14 lat, ożenił się on z księżniczką hiszpańską Anną Austriaczką, córką Filipa III Habsburga (króla Hiszpanii) i Małgorzaty Habsburg (arcyksiężniczki austriackiej). Anna była zaledwie 5 dni starsza od Ludwika, mimo to król w ogóle nie zainteresował się małżonką.

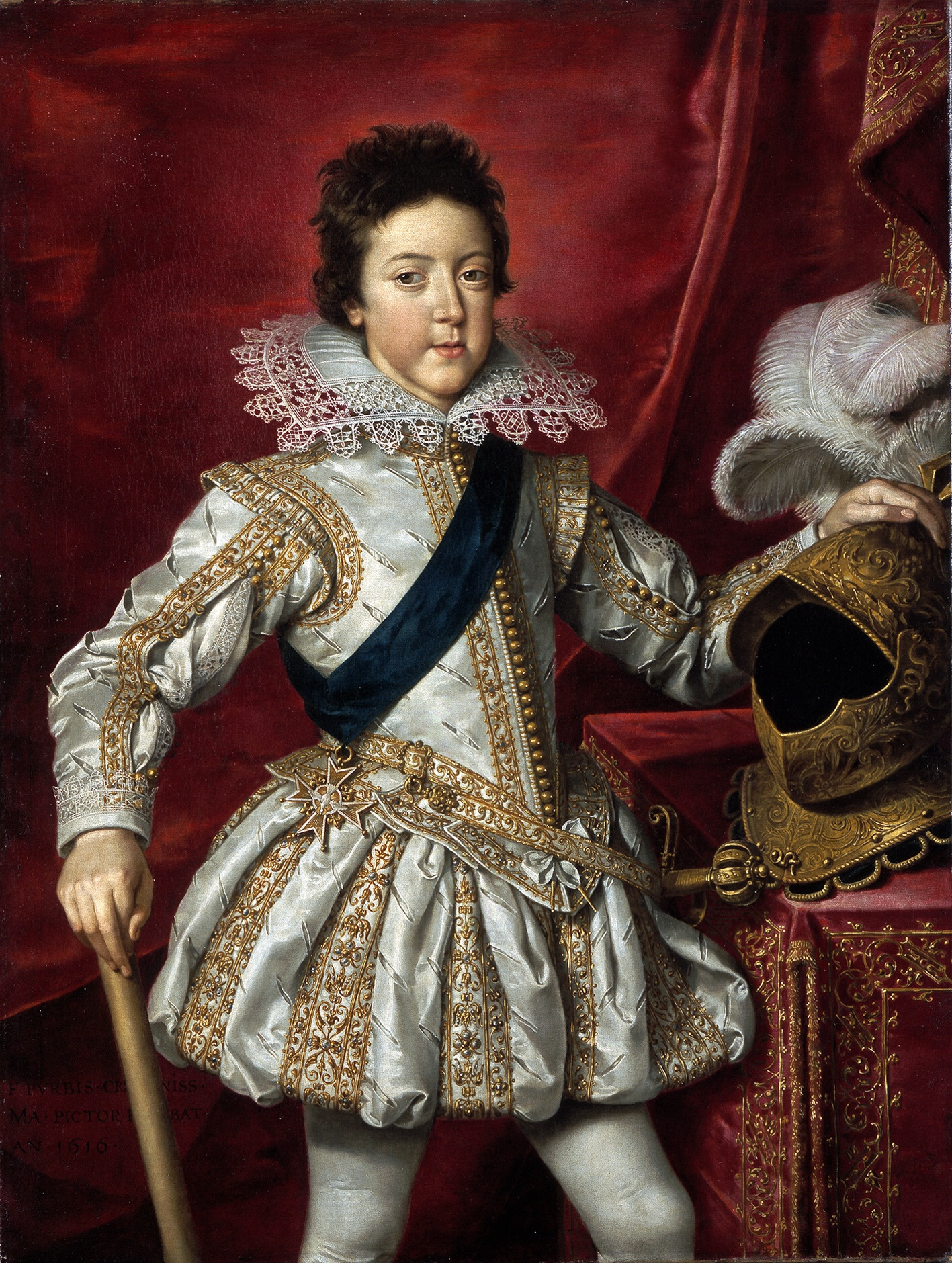
Ludwik XIII w wieku 16 lat

Rządy Marii Medycejskiej i Conciniego były skrajnie niepopularne. Królowa nadała faworytowi tytuł marszałka d’Ancre, choć nigdy nie dowodził armią. To jeszcze bardziej wzburzyło starą arystokrację rodową. Szerzyły się spiski szlachty i hugenotów, zaniepokojonych chwiejną i ultrakatolicką polityką dworu. Korupcja i zuchwalstwa Conciniego gorszyły wszystkich. We wrześniu 1614 roku ogłoszono pełnoletniość Ludwika XIII i zakończenie regencji matki. Mimo to Maria Medycejska rządziła po staremu. Próbując podbudować prestiż monarchii jesienią 1614 roku zwołano Stany Generalne. Było to ostatnie ich posiedzenie przed Wielką Rewolucją. Król oficjalnie przewodniczył obradom Stanów. W praktyce nie miał na nic wpływu. Sesja Stanów przebiegła wśród powszechnych sporów i plotek na temat rodziny królewskiej. O młodym królu mówiono, że jest leniwy, kapryśny i niedouczony. Stany nie doszły do żadnego konsensusu, choć wszyscy zgodnie krytykowali partię Conciniego. W latach 1615–1616 miała miejsce rebelia części hugenockiej szlachty. Pozycja Conciniego słabła.

## Rządy Karola de Luynes (1617–1621)

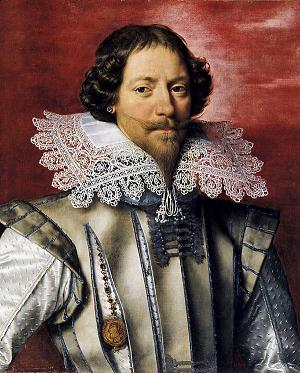
Karol de Luynes, główny faworyt Ludwika XIII w latach 1617–1621

Ludwik XIII unikał dziewcząt, zadając się zazwyczaj z mężczyznami, choć nie udowodniono jednoznacznie jego skłonności homoseksualnych. W końcu znalazł się pod wpływem starszego od siebie Karola de Luynes, intryganta i karierowicza o marnych zdolnościach. Pod jego wpływem król odważył się sięgnąć po władzę. Na jego rozkaz zgładzono Conciniego (24 kwietnia 1617) i usunięto Marię Medycejską z dworu. Przywrócono kilku starych doradców Henryka IV, ale ster rządów objął główny faworyt króla, de Luynes. Ludwik, nie pozbawiony autoironii, mawiał o nim „król Luynes”. Okazał się on jeszcze gorszym ministrem niż Concini. Szybko zraził do siebie wszystkich. W kraju zaczęły się szerzyć spiski magnaterii, nie bez inspiracji ze strony królowej matki. Kraj stanął na progu wojny domowej. Dopiero mediacja Armanda Jeana Richelieu między Marią de Medici a synem przyniosła krótkotrwałe uspokojenie. Tak powoli torował sobie drogę do władzy ambitny biskup, przyszły kardynał. W siłę rosła partia hugenocka. Luynes został wówczas mianowany konetablem i rozpoczął wojnę z hugenotami. W końcu nawet Ludwik dostrzegł mierność talentów swego faworyta i w roku 1621 postanowił odwołać go po nieudolnie przeprowadzonym oblężeniu fortecy protestanckiej w Montauban. Karol de Luynes zmarł wkrótce od zarazy, jaka wybuchła w obozie oblegających (grudzień 1621).

## „Samodzielne rządy” (1621–1624)

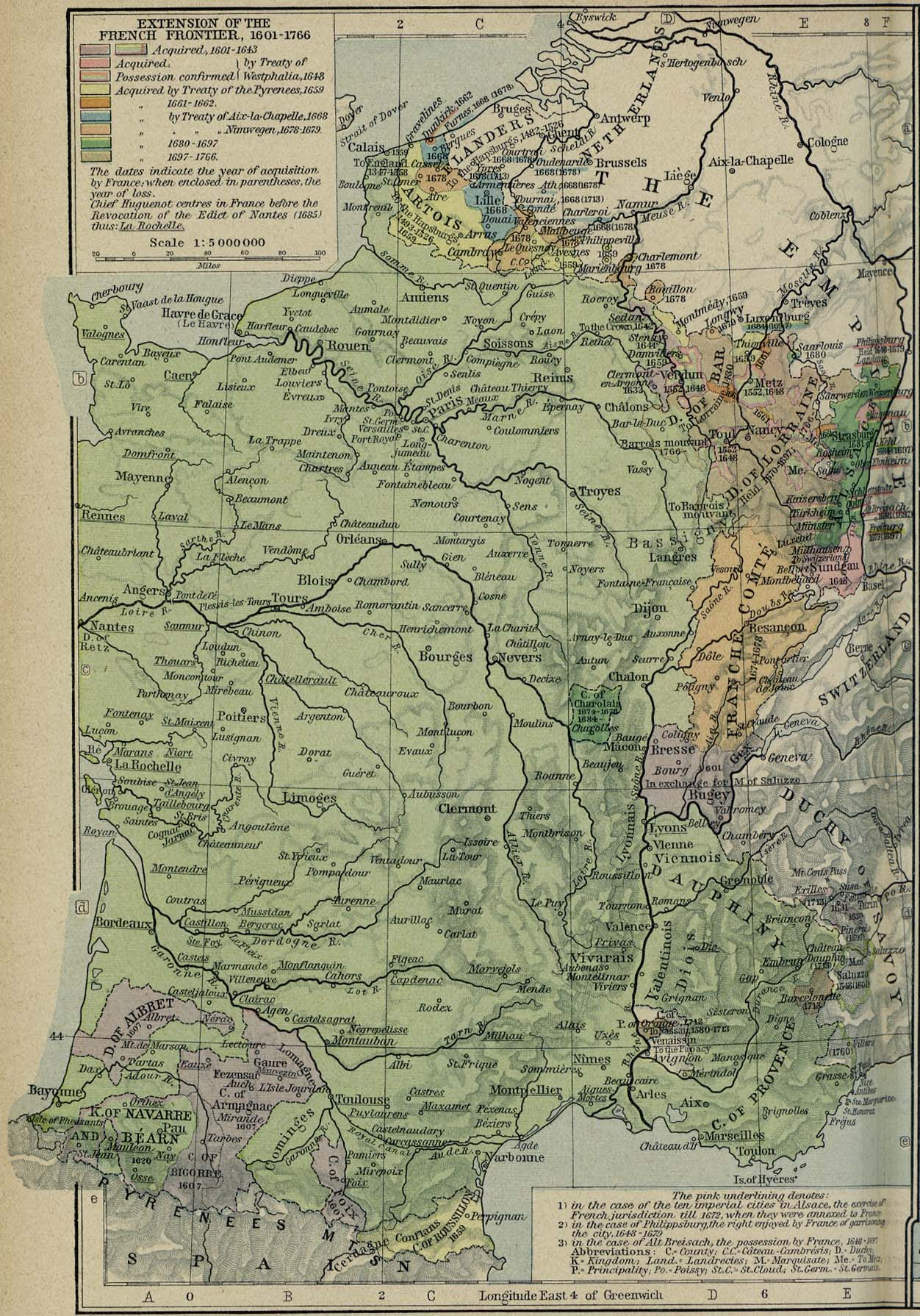
Ostatnie lenna feudalne we Francji (widoczne na południu)

Lata po upadku de Luynesa upłynęły na kolejnych seriach spisków i intryg. Król usiłował rządzić samodzielnie. Niechęć Ludwika do hugenotów pozwoliła wrócić Marii Medycejskiej do Rady Królewskiej. Mimo to konflikty w rodzinie królewskiej pogłębiały się. Żona króla, Anna Austriaczka, kilka razy poroniła. Król nie miał następcy tronu, a jego dorastający brat Gaston Orleański, ambitny, ale jednocześnie awanturniczy i tchórzliwy, spiskował, by zdobyć koronę dla siebie. Richelieu, który uchodził wówczas za stronnika partii katolickiej, uzyskał dzięki starej królowej kapelusz kardynalski (1622). Tymczasem w Europie wybuchła wojna trzydziestoletnia, a Francja, która teoretycznie sprzyjała krajom protestanckim przeciw Habsburgom, pogrążona była w walce z hugenotami i wśród intryg dworskich. W końcu, w roku 1624 do Rady Królewskiej wszedł kardynał Richelieu. Odtąd zdobywał on stopniowo przewagę nad resztą dworu i za przyzwoleniem króla stał się de facto pierwszym ministrem Francji.

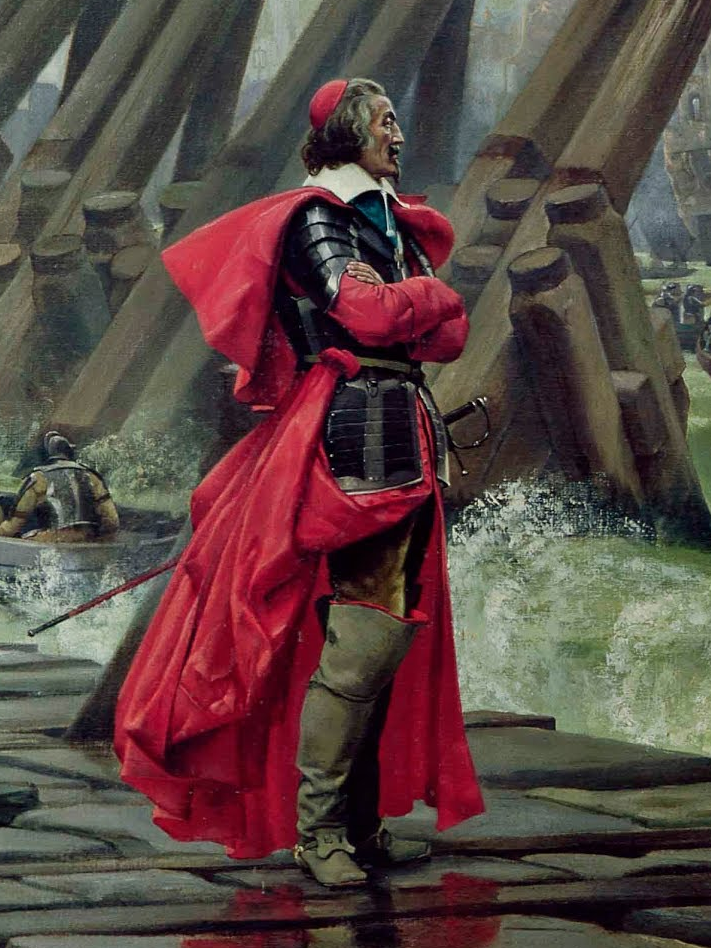
Richelieu pod La Rochelle

## Rządy kardynała Richelieu (1624–1642)
Zobacz więcej w osobnym artykule: Armand Jean Richelieu.
Kardynał energicznie przystąpił do miażdżenia opozycji antykrólewskiej oraz niezależności hugenotów. Ci ostatni poddali się dopiero po ciężkim, 14-miesięcznym oblężeniu La Rochelle w roku 1628. Jednak Richelieu zaoferował wówczas protestantom tzw. „pokój łaski”. Henryk de Rohan, przywódca protestantów podpisał go 28 czerwca 1629 roku (pokój w Alais). Odebrał on wprawdzie hugenotom ich przywileje polityczne oraz twierdze, ale zapewniał jednocześnie wolność wyznania. Było to konieczne, jeśli Francja chciała zachować wewnętrzny pokój i stanąć po stronie państw protestanckich w wojnie trzydziestoletniej. Pokój łaski spowodował jednak opozycję kół arcykatolickich do kardynała. Maria Medycejska postanowiła pozbyć się pierwszego ministra, którego sama wykreowała. Podczas choroby Ludwika w roku 1630 doszło do kolejnego spisku – w razie śmierci bezdzietnego króla władzę chciał przejąć jego młodszy brat. Królowa kazała wybrać synowi: ona albo kardynał. Ludwik odprawił Richelieu tylko po to, by wieczorem tego samego dnia sprowadzić z powrotem. Miało to miejsce 11 listopada 1630 roku. Od tej pory pozycja kardynała była już niepodważalna. Spiskujący przeciw niemu królewski brat został dwukrotnie wygnany. Powtarzały się też spiski arystokratów, ale przeprowadzane nieudolnie, rozbijane były przez tajną policję kardynała. Stosunek władcy do pierwszego ministra intrygował historyków. Ludwik posiadał na tyle inteligencji, by docenić dzieło kardynała, który nieustannie wzmacniał pozycję króla i władzy absolutnej. Z listów króla do Richelieu jasno wynika, że Ludwik doskonale zdawał sobie sprawę z zasług purpurata:
„Mam do Pana pełne zaufanie i prawda jest taka, że nigdy nie znalazłem dotąd osoby, która by mi tak służyła wedle mego upodobania, jak Pan to robi [...]. Pragnę i proszę, aby Pan nie odchodził, bo moje sprawy źle by na tym wyszły.”

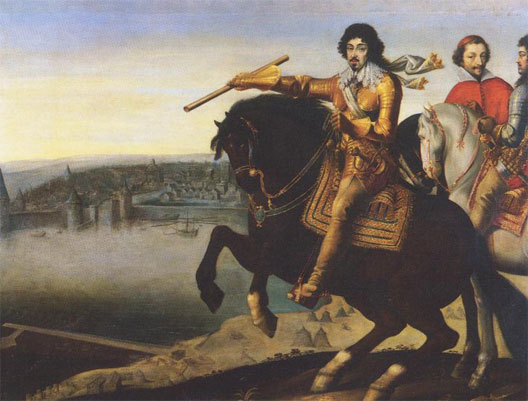
Ludwik XIII i kardynał Richelieu przed La Rochelle

Richelieu był bardzo niepopularny wśród arystokracji, której anarchię ukrócił. Także lud nie darzył go sympatią za rosnące obciążenia podatkowe. Wszystko to przyczyniło się do stosunkowo wysokiej popularności króla, który uchodził za „więźnia kardynała”. Powiadano, że król zachował sobie jedynie władzę cudownego leczenia skrofułów.

## Polityka zagraniczna Francji za panowania Ludwika XIII
Zobacz więcej w osobnym artykule: Wojna trzydziestoletnia.

W polityce zagranicznej, podobnie jak w pozostałych kwestiach, Ludwik w zupełności polegał na swoich doradcach. Za czasów regencji matki Francja na krótki czas odeszła od swojej tradycyjnie antyhabsburskiej polityki i zbliżyła się do obozu katolickiego, któremu przewodziła Hiszpania. Upadek Marii Medycejskiej zakończył tę szkodliwą dla Francji orientację. Wybuch wojny trzydziestoletniej dał Ludwikowi sposobność wznowić dzieło ojca, który pod koniec swego panowania planował rozpocząć wielką wojnę z Habsburgami. Jednak w latach dwudziestych XVII wieku kraj pogrążony był wciąż w wewnętrznych walkach, a armia królewska ustępowała w uzbrojeniu i wyszkoleniu pułkom hiszpańskim. Sytuację zmieniło dopiero przejęcie rządów przez energicznego kardynała Richelieu. Po rozprawieniu się z hugenotami (1629) zaczął on mocniej angażować się w sprawy toczącej się wojny. 

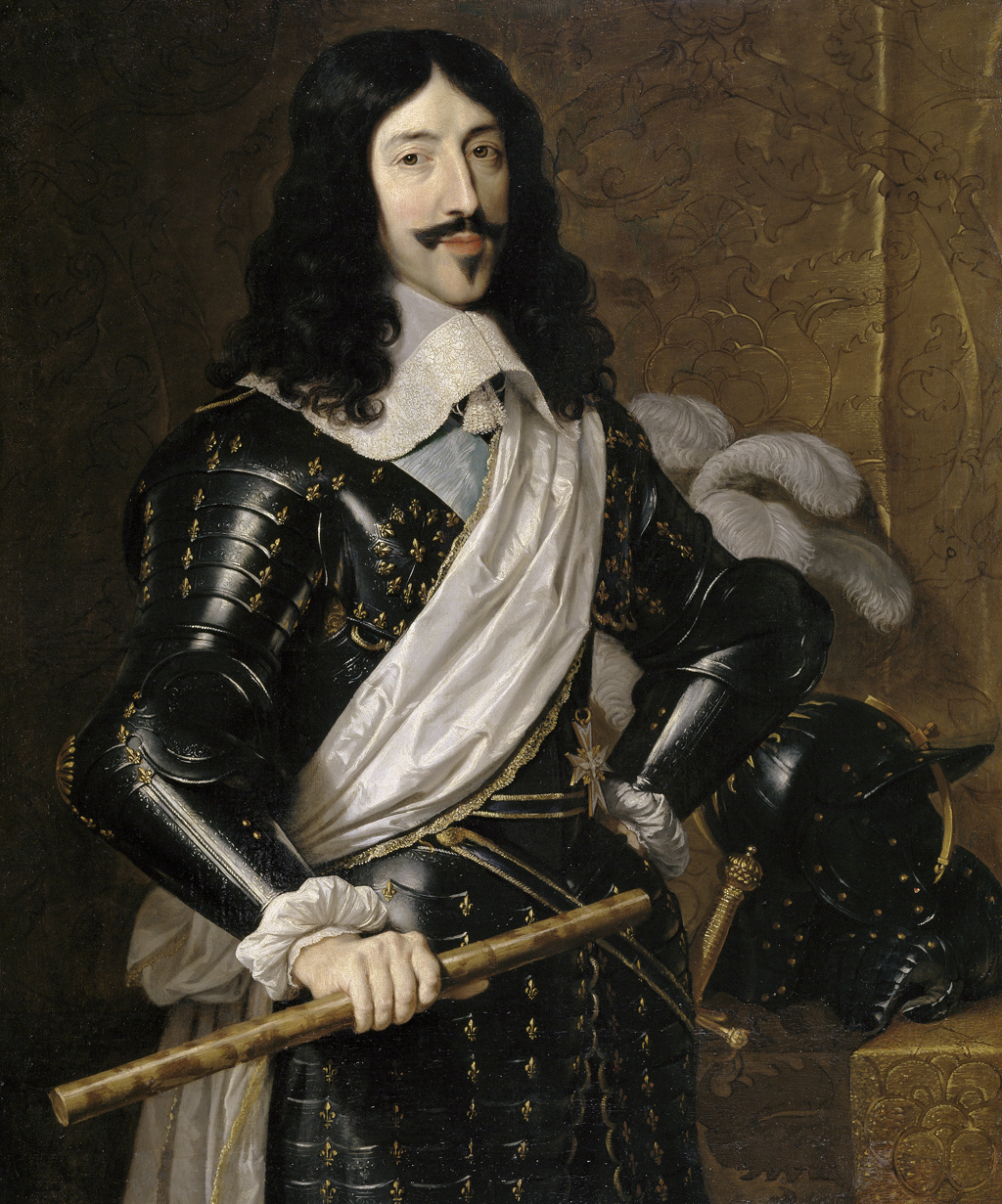
Ludwik XIII

Najpierw dyplomacja francuska skłoniła Szwecję Gustawa Adolfa do zawarcia pokoju z Rzecząpospolitą (rozejm w Altmarku) i interwencji w Cesarstwie. Następnie subsydiowała armię szwedzką walczącą z wojskami cesarskimi pod wodzą Wallensteina. Dzięki temu przez pierwsze lata zaangażowania w wojnie, Francja walczyła w swym interesie obcymi wojskami. Dopiero w roku 1635 Francuzi włączyli się czynnie do trwającego konfliktu (okres francuski wojny, 1635–1648). Pierwsze lata wojny przyniosły zresztą Francji szereg porażek (wkroczenie wojsk cesarskich do Burgundii i hiszpańskich do Artois, upadek twierdzy Corbie). Francja musiała dokonać reform wojskowych i zdwoić swój wysiłek finansowy. Dopiero od roku 1640 przyszły pierwsze sukcesy. Wtedy też rozpoczęli karierę jedni z najwybitniejszych wodzów w historii Francji: Ludwik, książę de Condé, zwany Wielkim Kondeuszem, oraz Henryk wicehrabia de Turenne. Największe sukcesy tych generałów, jak i zakończenie wojny trzydziestoletniej miało przypaść jednak na panowanie następcy Ludwika XIII, jego najstarszego syna, Ludwika XIV, zwanego Królem Słońce.
Francja pod panowaniem Ludwika XIII założyła swoją pierwszą kolonię w Afryce. W 1638 roku opanowano Senegal, położony na zachodnim wybrzeżu tego kontynentu.

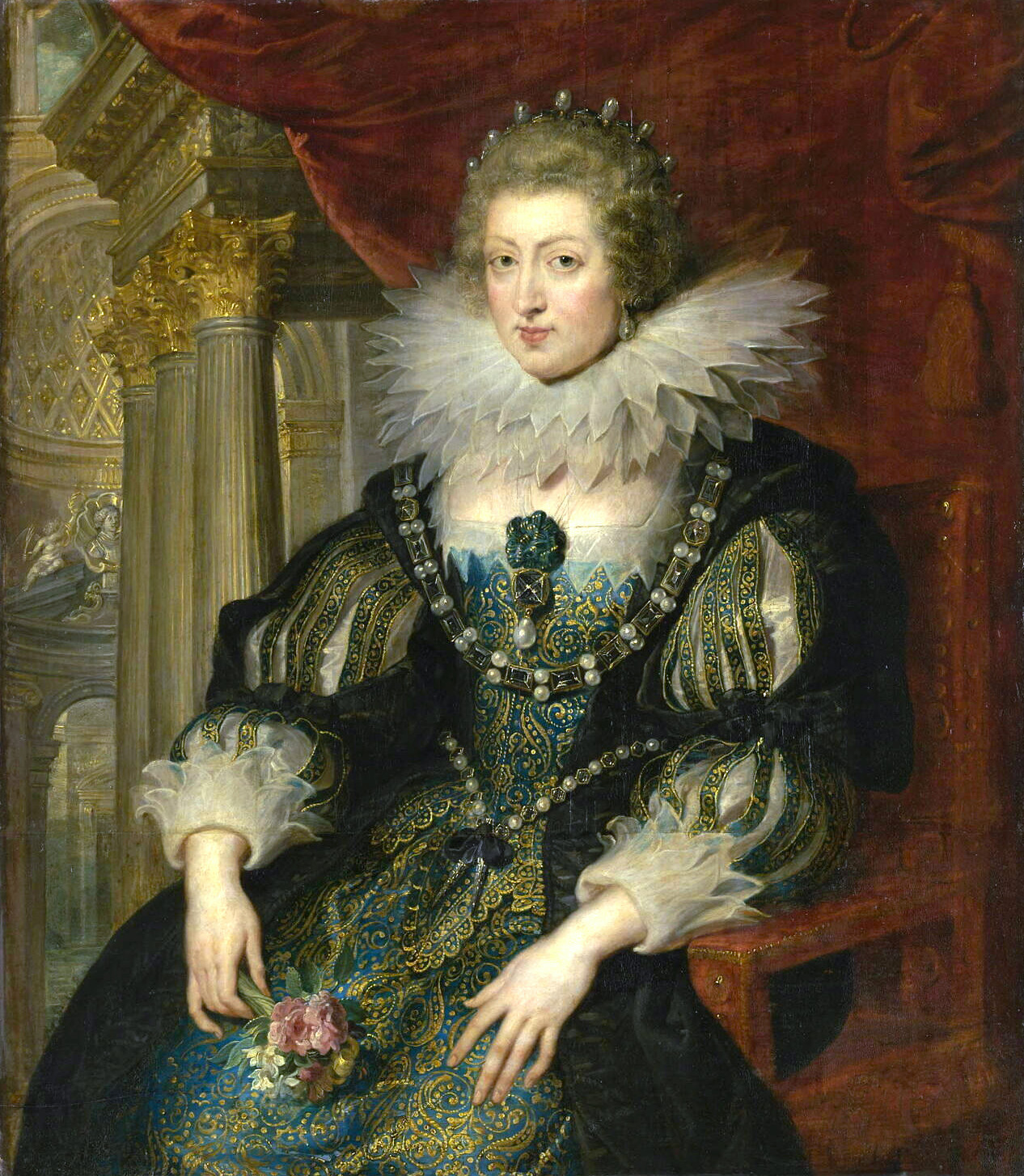
Anna Austriaczka, jedyna żona Ludwika XIII

## Śmierć
5 grudnia 1642 zmarł najważniejszy współpracownik króla, kardynał Richelieu. Jego następcą w roli pierwszego ministra został kardynał Mazarini. Król zmarł kilka miesięcy później - 14 maja 1643 roku - na zapalenie jelit. Miał zaledwie 41 lat. Korona przypadła 4-letniemu delfinowi Ludwikowi, a regentką została Anna Austriaczka.

## Rodzina
Małżeństwo Ludwika z Anną Austriaczką nie było szczęśliwe. Przeplatały się w nim okresy lepszych i gorszych stosunków między małżonkami. W pierwszym „dobrym” okresie w latach 1619–1622 Anna kilkukrotnie poroniła. Poronienia zdarzały się też później i z czasem wszyscy byli pewni, że tron po Ludwiku obejmie jego młodszy brat – Gaston, książę Orleanu. Gaston był dobrego zdrowia (odziedziczył to po ojcu, Henryku IV), choć jednocześnie nie grzeszył inteligencją i był typem awanturnika. Skandalem w rodzinie królewskiej zakończyła się wizyta na dworze paryskim księcia Buckingham, angielskiego posła i faworyta króla Karola I Stuarta. Powszechnie posądzano królową o romans z angielskim politykiem. Król musiał pospiesznie oddalić go ze dworu. Dopiero w roku 1638 Anna urodziła następcę tronu, nadspodziewanie zdrowego Ludwika, który otrzymał tytuł delfina. Dwa lata później królowa powiła drugiego syna - Filipa, księcia Orleanu.

## Wywód przodków
| Prapradziadkowie                      | Franciszek de Bourbon-Vendôme (1470–1495) ∞1487 Maria Luksemburska (1472–1547)           | René d’Alençon (1454–1492) ∞1488 Małgorzata Lotaryńska (1463–1521)                       | król Nawarry Jan III d’Albret (1469–1516) ∞1484 Katarzyna de Foix (1468–1518)            | Karol Orleański (1459–1496) ∞1488 Ludwika Sabaudzka (1476–1531)                          | Giovanni dalle Bande Nere (1498–1526) ∞1516 Maria Salviati (1499–1543)       | Pedro Álvarez de Toledo (1484–1553) ∞1514 Maria Osorio y Pimentel            | król Kastylii Filip I Piękny (1478–1506) ∞1496 królowa Hiszpanii Joanna Szalona (1479–1555) | król Czech Władysław II Jagiellończyk (1456–1516) ∞1502 Anna de Foix-Candale (1484–1506) |
| Pradziadkowie                         | Karol IV de Bourbon-Vendôme (1489–1537) ∞1513 Franciszka d’Alençon (1490–1550)           | Karol IV de Bourbon-Vendôme (1489–1537) ∞1513 Franciszka d’Alençon (1490–1550)           | król Nawarry Henryk II d’Albret (1503–1555) ∞1526 Małgorzata d’Angoulême (1492–1549)     | król Nawarry Henryk II d’Albret (1503–1555) ∞1526 Małgorzata d’Angoulême (1492–1549)     | Cosimo de’ Medici (1519–1574) ∞1539 Eleonora di Toledo (1522–1562)           | Cosimo de’ Medici (1519–1574) ∞1539 Eleonora di Toledo (1522–1562)           | cesarz rzymski Ferdynand I Habsburg (1503–1564) ∞1521 Anna Jagiellonka (1503–1547)          | cesarz rzymski Ferdynand I Habsburg (1503–1564) ∞1521 Anna Jagiellonka (1503–1547)       |
| Dziadkowie                            | król Nawarry Antoni de Bourbon-Vendôme (1518–1562) ∞1548 Joanna III d’Albret (1528–1572) | król Nawarry Antoni de Bourbon-Vendôme (1518–1562) ∞1548 Joanna III d’Albret (1528–1572) | król Nawarry Antoni de Bourbon-Vendôme (1518–1562) ∞1548 Joanna III d’Albret (1528–1572) | król Nawarry Antoni de Bourbon-Vendôme (1518–1562) ∞1548 Joanna III d’Albret (1528–1572) | Franciszek de’ Medici (1541–1587) ∞1565 Joanna Habsburg (1547–1578)          | Franciszek de’ Medici (1541–1587) ∞1565 Joanna Habsburg (1547–1578)          | Franciszek de’ Medici (1541–1587) ∞1565 Joanna Habsburg (1547–1578)                         | Franciszek de’ Medici (1541–1587) ∞1565 Joanna Habsburg (1547–1578)                      |
| Rodzice                               | król Francji Henryk IV Wielki (1553–1610) ∞1600 Maria Medycejska (1575–1642)             | król Francji Henryk IV Wielki (1553–1610) ∞1600 Maria Medycejska (1575–1642)             | król Francji Henryk IV Wielki (1553–1610) ∞1600 Maria Medycejska (1575–1642)             | król Francji Henryk IV Wielki (1553–1610) ∞1600 Maria Medycejska (1575–1642)             | król Francji Henryk IV Wielki (1553–1610) ∞1600 Maria Medycejska (1575–1642) | król Francji Henryk IV Wielki (1553–1610) ∞1600 Maria Medycejska (1575–1642) | król Francji Henryk IV Wielki (1553–1610) ∞1600 Maria Medycejska (1575–1642)                | król Francji Henryk IV Wielki (1553–1610) ∞1600 Maria Medycejska (1575–1642)             |
| Ludwik XIII (1601–1643), król Francji |                                                                                          |                                                                                          |                                                                                          |                                                                                          |                                                                              |                                                                              |                                                                                             |                                                                                          |